# Dürnstein
Dürnstein là một thị xã thuộc huyện Krems-Land trong bang Niederösterreich.

## Thành phố kết nghĩa

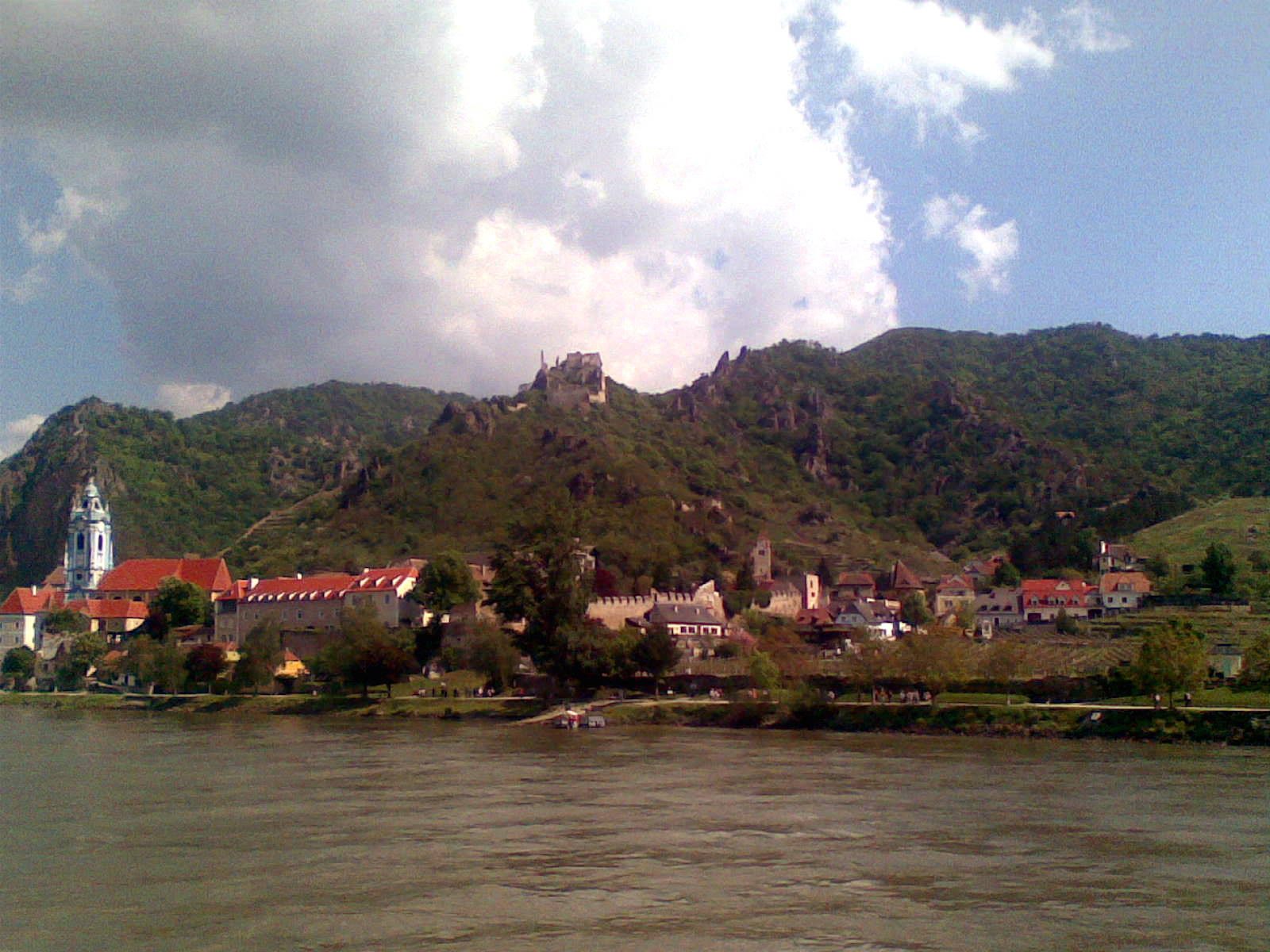
View of the town from the Danube, with the castle seen on top of the hill

- Tegernsee, Đức